# Michael Condon Memorial Award

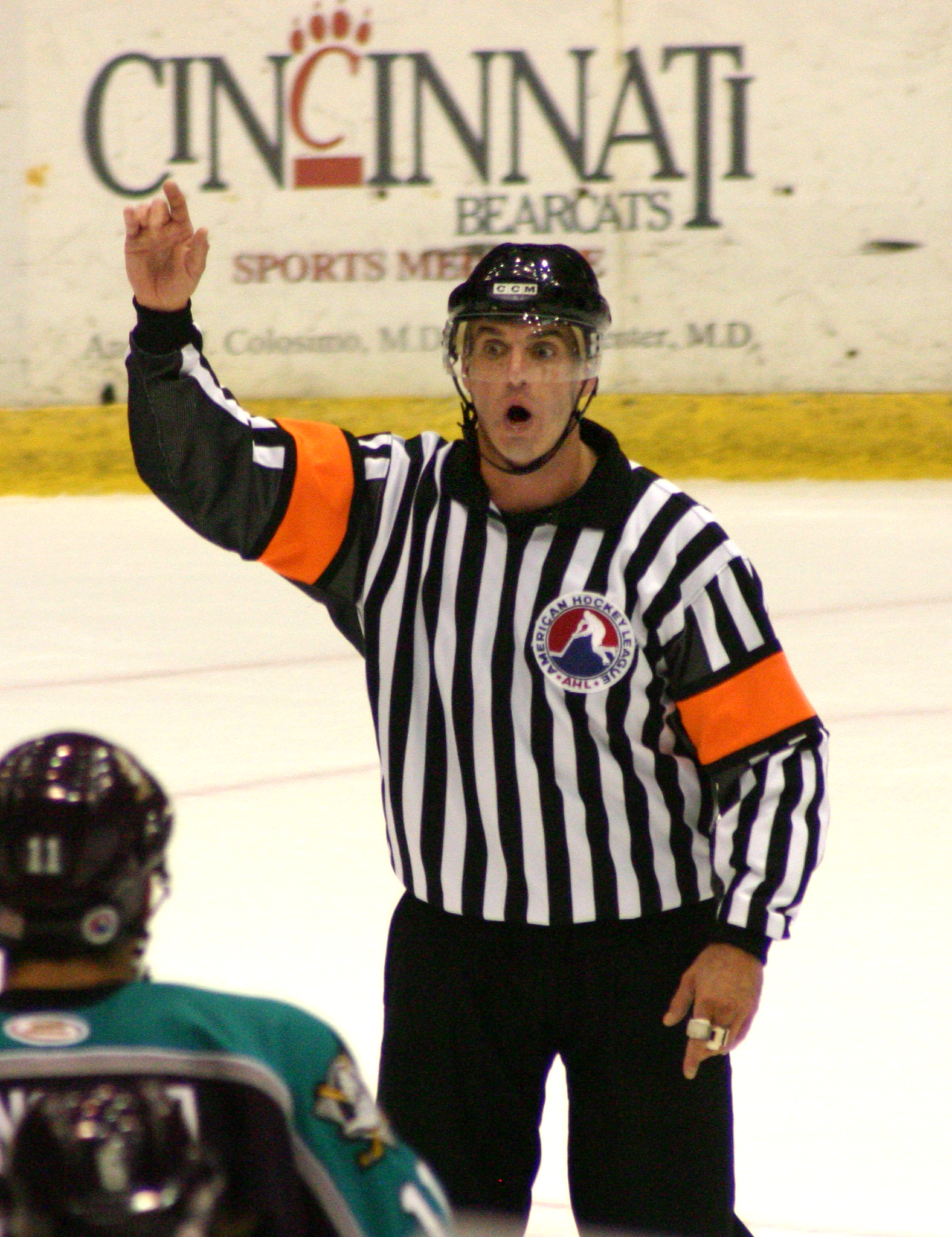
Rozhodčí v utkání AHL

Michael Condon Memorial Award je každoročně udělované ocenění pro nejlepšího rozhodčího v American Hockey League. Nese v názvu jméno dlouholetého čárového sudího Mikea Condona, který zemřel v průběhu sezony 2001/02, odkdy je trofej udílena.

## Držitelé
| Michael Condon Memorial Award - (nejlepší rozhodčí AHL) |                        |
| Sezóna                                                  | Rozhodčí               |
| 2021–22                                                 |                        |
| 2020/21                                                 | Tim Mayer              |
| 2019/20                                                 | Peter Feola            |
| 2018/19                                                 | Fred Hudy a Carl Sasyn |
| 2017/18                                                 | Frank Murphy           |
| 2016/17                                                 | Kevin Hastings         |
| 2015/16                                                 | Joe Ross               |
| 2014/15                                                 | Mike Emanatian         |
| 2013/14                                                 | Jim Vail               |
| 2012/13                                                 | Bob Goodman            |
| 2011/12                                                 | Bob Paquette           |
| 2010/11                                                 | Brian Lemon            |
| 2009/10                                                 | David Butova           |
| 2008/09                                                 | Al Stensland           |
| 2007/08                                                 | Terry Koharski         |
| 2006/07                                                 | Leo Boylan             |
| 2005/06                                                 | Luke Galvin            |
| 2004/05                                                 | Matt Dunne             |
| 2003/04                                                 | Dan Murphy             |
| 2002/03                                                 | Marty Demers           |
| 2001/02                                                 | Jim Doyle              |